# Абел Брага
Абел Карлос да Силва Брага (на португалски: Abel Carlos da Silva Braga) (1 септември 1952 г., е бивш бразилски футболист (защитник) и настоящ треньор по футбол.
Кариерата си като футболист Абел Брага започва през 1968 г. в базите на Флуминенсе и влиза в мъжкия отбор през 1971 г. Кариерата му минава през отборите на Флуминенсе, Клуб де Регаташ Вашко да Гама, Пари Сен Жермен, Крузейро Ешпорте Клубе и Ботафого де Футебол е Регаташ.
Кариерата си като треньор започва през 1985 година в отбора на Гойтаказ, след което поема по-реномирани отбори като Ботафого де Футебол е Регаташ и Спорт Клуб Интернасионал, преди да отиде в Португалия за около 6 години. През 1995 се връща в Бразилия, за да тренира отбора Клуб де Регаташ Вашко да Гама, но без голям успех.
През 2011 година се връща от ОАЕ, където става шампион с отбора на Ал Джазира, и поема като треньор Флуминенсе за втори път (2006 г. – 2008 г. – 1 път). През 2012 г. печели с Флуминенсе шампионата на Бразилия 3 кръга преди края.

## Успехи Като Футболист
Флуминенсе
Шампион Кариока (първенство на щата Рио де Жанейро) 1971, 1973, 1975 и 1976
Вашко Да Гама
Шампион Кариока (първенство на щата Рио де Жанейро) 1977

## Успехи Като Треньор
Санта Круз
Шампион на Пернамбуко 1987
Атлетико Паранаенсе
Шампион на Парана 1998
Коричиба
Шампионат на Парана 1999
Вашко Да Гама
Купа Гуанабара 2000
Фламенго
Шампион Кариока (първенство на щата Рио де Жанейро) 2004
Флуминенсе
Шампион Кариока (първенство на щата Рио де Жанейро) 2012
Шампион Купа Рио 2005
Шампион Купа Гуанабара
Шампион на Бразилия Серия А 2012
Интернасионал
Шампион Копа Либертадорес 2006
Шампион Световно клубно първенство по футбол 2006
Шампион Гаушо 2008
Шампион Купа Дубай 2008
Ал Джазира
Шампион президентска купа 2011
Шампион на ОАЕ 2011.